# Cause of Death
Pour les articles homonymes, voir COD.
Albums de Obituary
Slowly We Rot
(1989) The End Complete
(1992)
Cause of Death (COD) est le deuxième album d'Obituary. Il a été édité en 1990 chez Roadrunner.
Il fut réédité et remasterisé en 1998, aussi chez Roadrunner.
Frank Watkins vient remplacer Daniel Tucker à la basse et James Murphy, fraîchement sorti du groupe Death de Chuck Schuldiner, prend la guitare à la place de Allen West (en).
Cet album, produit par Scott Burns aux Morrisound Studios (Floride), est avec le temps devenu un incontournable du mouvement death metal du début des années 1990.
Le groupe s'est essayé à l'incorporation de samples dans ses morceaux, chose qu'il retentera sur l'album World Demise en 1994.

## Composition du groupe
- Chant : John Tardy
- Guitare : Trevor Peres
- Guitare (et soli) : James Murphy
- Basse : Frank Watkins
- Batterie : Donald Tardy

## Liste des chansons de l'album
1. Infected - 5:34
2. Body Bag - 5:48
3. Chopped in Half - 3:43
4. Circle of the Tyrants - 4:24
5. Dying - 4:29
6. Find the Arise - 2:49
7. Cause of Death - 5:38
8. Memories Remain - 3:44
9. Turned Inside Out - 4:56
10. Infected (demo) (bonus réédition) - 4:16
11. Memories Remain (demo) (bonus réédition) - 3:34
12. Chopped in Half (demo) (bonus réédition) - 3:45

Circle of the Tyrants est une reprise de Celtic Frost.